# 道格拉斯·斯图尔特 (马术运动员)
道格拉斯·斯图尔特（英語：Douglas Stewart，1913年6月24日—1991年7月25日），英国男子马术运动员。他曾代表英国参加1948年和1952年夏季奥林匹克运动会马术比赛，其中1952年奥运会获得一枚金牌。